# Sinai Tschulok

Sinai Tschulok, 1914

Sinai Tschulok, Samuił Dawidowicz Czułok (ros. Самуил (Синай) Давидович Чулок, ur. 4 kwietnia?/16 kwietnia 1875 w Konstantynogradzie, zm. 6 grudnia 1945 w Zurychu) – szwajcarski biolog rosyjskiego pochodzenia, określany jako pionier kladystyki.
Urodził się w żydowskiej rodzinie w Konstantynogradzie w Rosji (dziś Krasnohrad na Ukrainie), jako syn Dawida. Do Szwajcarii wyjechał jesienią 1894 roku. Od 1899 do 1903 roku studiował nauki rolnicze na Zuryskiej Politechnice, a potem filozofię i nauki przyrodnicze na Uniwersytecie w Zurychu. W 1912 habilitował się i został Privatdozentem. W 1922 mianowany profesorem tytularnym. Prowadził prywatną szkołę przygotowującą kandydatów na studia (Institut Tschulok für Maturitätsvorbereitung).
Od 1897 żonaty z Rachel Wainstein (1873–1960), również pochodzącą z Konstantynogradu. Mieli córkę Ninę (ur. 1905), po mężu Ochsenbein. Sinai Tschulok zmarł w 1945 roku w Zurychu.
Był autorem dwóch większych prac teoretycznych, w których przedstawił swoje poglądy na systematykę biologiczną opartą na teorii ewolucji. Prace Tschuloka były wysoko cenione i cytowane przez Waltera Zimmermanna i Williego Henniga, twórców nowoczesnej systematyki filogenetycznej.

## Prace

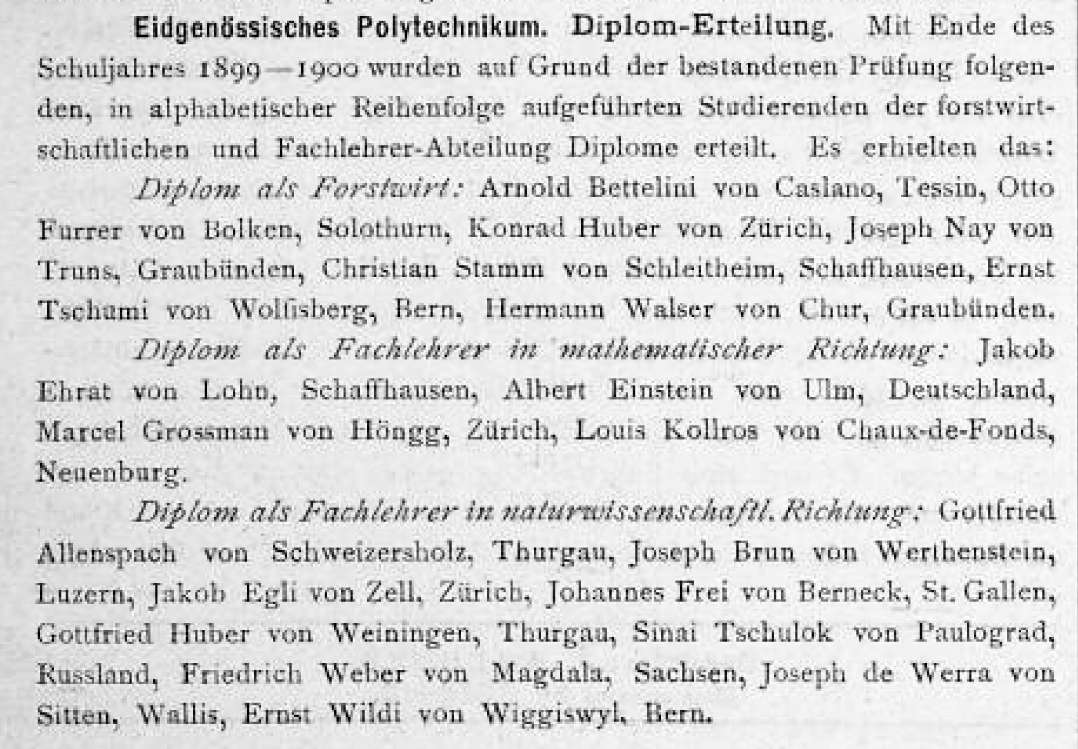
Notatka w „Schweizerische Bauzeitung” z 4 sierpnia 1900 o przyznaniu dyplomów nauczycielskich m.in. Sinai Tschulokowi i Albertowi Einsteinowi

- Zur Methodologie u.Geschichte der Deszendenztheorie. Zürich: Druck von Junge und Sohn, 1908.
- Logisches und Methodisches; die Stellung der Morphologie im System der Wissenschaften u.ihre Beziehungen zur Entwicklungslehre. Zürich, 1912.
- Das System der Biologie in Forschung und Lehre. Jena: Gustav Fischer, 1910.
- Deszendenzlehre (Entwicklungslehre): ein Lehrbuch auf historisch-kritischer Grundlage. Jena: Gustav Fischer, 1922.
- Теория эволюции. М.-Л. Биомедгиз, 1937.
- Lamarck: eine historisch-kritische Studie. Niehans, 1937.
- Über Darwin’s Selektionslehre. Historisch-kritische Betrachtungen. Wurzel, 1937.
- Ist Embryologie Entwicklungsgeschichte oder Entwicklungslehre? Schweiz. Lehrerztng. 27, s. 605-607, 1941.
- Evolutsiooniteooria (tõlkinud J. Aul). Tartu: Teaduslik Kirjandus, 1941.
- Еволюционната теория, превел М. Мирски [М. Въжаров]. София: к-ца „Нов свят”, п-ца „Нова златна Добруджа”, 1942.